# Portugiesische Regierung

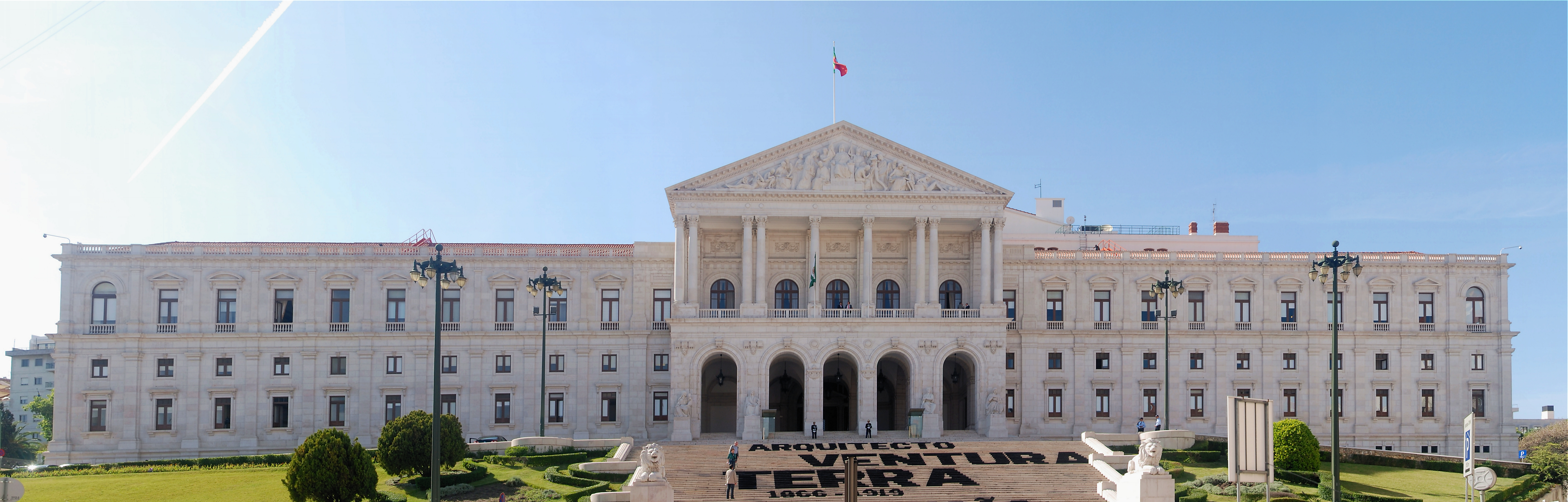
Der Palast von São Bento, Lissabon, Sitz des Premierministers

Die portugiesische Regierung ist als Gubernative der Exekutive eine der drei Staatsgewalten im portugiesischen Staat neben dem portugiesischen Parlament, der Justiz und dem portugiesischen Staatspräsidenten. Sie leitet die portugiesische Politik, führt die vom portugiesischen Parlament, der Assembleia da República, verabschiedeten Gesetze aus und ist oberstes Organ der staatlichen Verwaltung.

## Definition
Als portugiesische Regierung wird eine bestimmte Anzahl von Personen bezeichnet, die vom portugiesischen Staatspräsidenten dazu beauftragt wurden, die Regierung zu bilden, normalerweise infolge von Parlamentswahlen. Im Regelfall bildet die Partei oder eine Koalition von mehreren Parteien die Regierung, welche wiederum die Parlamentswahlen gewonnen haben. Die jeweilige Regierung wird auch verfassungsmäßige Regierung genannt, auf Portugiesisch Governo Constitucional, um diese von einer provisorische Regierung, auf Portugiesisch Governo Provisório, die zwischen der Nelkenrevolution des 25. April 1974 und dem Inkrafttreten der portugiesischen Verfassung am 25. April 1976 regiert hat, zu unterscheiden.
Die Regierung richtet sich nach dem Regierungsprogramm und erarbeitet damit unter anderem den Staatshaushalt, der wiederum jährlich dem portugiesischen Parlament („Assembleia da República“) vorgestellt und dort verabschiedet wird. Das Regierungsprogramm prägt auch die Entscheidungen des portugiesischen Ministerrates und jeweils die Entscheidungen der einzelnen Mitglieder der Regierung. Eine Nichteinhaltung des Regierungsprogrammes kann das Volk durch Wahlen gutheißen oder kritisieren, der portugiesische Staatspräsident und die Mitglieder des Parlaments können Fragen an die Regierung stellen, die Vertrauensfrage beziehungsweise Misstrauensanträge stellen.
Das Mandat der Regierung endet normalerweise nach vier Jahren. Selbst wenn die in der Regierung sitzenden Parteien die Parlamentswahlen erneut gewinnen, wird dies als beendete, altes Mandat gewertet. Das Mandat einer Regierung gilt ebenso als beendet, wenn diese eine Vertrauensfrage nicht bestätigt wird beziehungsweise eine Parlamentsmehrheit einen Misstrauensantrag durchsetzt. Wenn der Staatspräsident die demokratische Funktionsweise bedroht sieht, kann er die Regierung ebenso absetzen, andererseits kann eine Regierung auch nicht weiterregieren, falls ihr Programm im Parlament nicht bestätigt wird.

## Funktionen
Die portugiesische Regierung hat politische, legislative und administrative Funktionen im portugiesischen Staat. Dazu gehören unter anderem auch das Verhandeln mit anderen Staaten und überstaatlichen Organisationen wie Europäischer Union und den Vereinten Nationen, aber auch das Vorschlagen von Gesetzen, über die wiederum im portugiesischen Parlament beraten wird. Zu den weiteren Funktionen gehört die Ausführung der verabschiedeten Gesetze und das Entscheiden über die öffentlichen Finanzmittel.

## Bildung
Nach Parlamentswahlen zum portugiesischen Parlament oder nach einem Rücktritt der Vorgängerregierung hört der portugiesische Staatspräsident die in der Assembleia da República vertretenen Parteien an und beauftragt danach eine Person zur Bildung der portugiesische Regierung.
Die portugiesische Regierung wird durch den Premierminister, auf Portugiesisch Primeiro-Ministro, geleitet, der durch den Staatspräsidenten ernannt wird. Der Premierminister beruft darauf Mitglieder für die zu besetzenden Ämter und Posten der Regierung. Nach der Vereidigung des Premierministers und der Minister erarbeiten diese das Regierungsprogramm, das daraufhin dem Parlament vorgestellt wird.
Die Minister stehen jeweils einzelnen Ministerien vor, deren Ressorts jeweils bestimmte Bereiche der Exekutive und Verwaltung des portugiesischen Staates umfassen. Grundsätzlich gibt es keine Regelung für die Anzahl an Ministerien oder für bestimmte zusammenhängende Themenbereiche, im Laufe der verschiedenen Regierungen Portugals haben sich jedoch bestimmte Ministerien etabliert, sodass eine Änderung der Aufgabenbereiche dieser nur selten vorgenommen wird. Folgende Ministerien sind im portugiesischen Staat im Regelfall Teil der Regierung:
- Ministerium für interne Verwaltung (Ministério da Administração Interna)
- Ministerium für öffentliche Bauten, Verkehr und Kommunikation (Ministério das Obras Públicas, Transportes e Comunicações)
- Ministerium für Auswärtige Angelegenheiten (Ministério dos Negócios Estrangeiros)
- Ministerium für Arbeit und Soziale Sicherung (Ministério do Trabalho e da Solidariedade Social)
- Ministerium für Finanzen und öffentliche Verwaltung (Ministério das Finanças e da Administração Pública)
- Ministerium für Gesundheit (Ministério da Saúde)
- Ministerium für nationale Verteidigung (Ministério da Defesa Nacional)
- Ministerium für Erziehung (Ministério da Educação)
- Ministerium für Justiz (Ministério da Justiça)
- Ministerium für Wissenschaft, Technologie und Hochschulbildung (Ministério da Ciência, Tecnologia e Ensino Superior)
- Ministerium für Umwelt, Regionalentwicklung und Liegenschaftsverwaltung (Ministério do Ambiente, do Ordenamento do Território e do Desenvolvimento Regional)
- Ministerium für Kultur (Ministério da Cultura)
- Ministerium für Wirtschaft und Innovation (Ministério da Economia e da Inovação)
- Ministerium für Landwirtschaft, Fischen und ländliche Entwicklung (Ministério da Agricultura, do Desenvolvimento Rural e das Pescas)
- Vorsitz des Ministerrates (Presidência do Conselho de Ministros) untergliedert in:
  - Minister für Staatsangelegenheiten und interne Verwaltung (Ministro de Estado e da Administração Interna)
  - Minister für Präsidentschaftsangelegenheiten (Ministro da Presidência)
  - Minister für Parlamentsangelegenheiten (Ministro dos Assuntos Parlamentares)

## Regierungen seit 1976
Seit dem Inkrafttreten der portugiesischen Verfassung am 25. April 1976 haben folgende Regierungen beziehungsweise Ministerkabinette den portugiesischen Staat regiert:
- Kabinett Soares I (1976–1978)
- Kabinett Soares II (1978)
- Kabinett Nobre da Costa (1978)
- Kabinett Mota Pinto (1978–1979)
- Kabinett Lourdes Pintasilgo (1979–1980)
- Kabinett Sá Carneiro (1980–1981)
- Kabinett Pinto Balsemão I (1981)
- Kabinett Pinto Balsemão II (1981–1983)
- Kabinett Soares III (1983–1985)
- Kabinett Cavaco Silva I (1985–1987)
- Kabinett Cavaco Silva II (1987–1991)
- Kabinett Cavaco Silva III (1991–1995)
- Kabinett Guterres I (1995–1999)
- Kabinett Guterres II (1999–2002)
- Kabinett Durão Barroso (2002–2004)
- Kabinett Santana Lopes (2004–2005)
- Kabinett Sócrates I (2005–2009)
- Kabinett Sócrates II (2009–2011)
- Kabinett Passos Coelho (2011–2015)
- Kabinett Costa I (2015–2019)
- Kabinett Costa II (2019–2022)
- Kabinett Costa III (2022–2024)
- Kabinett Montenegro I (2024–2025)
- Kabinett Montenegro II (2025–)